# Údolie Hlinice
Údolie Hlinice este o arie protejată (arie specială de conservare — SAC, sit de importanță comunitară — SCI) din Slovacia întinsă pe o suprafață de 51,72 ha, integral pe uscat.

## Localizare
Centrul sitului Údolie Hlinice este situat la coordonatele 48°55′44″N 20°32′00″E / 48.928851°N 20.53345°E.

## Înființare
Situl Údolie Hlinice a fost declarat sit de importanță comunitară în decembrie 2021.

## Biodiversitate
Situată în ecoregiunea alpină, aria protejată conține 1 habitat natural: Fânețe de joasă altitudine (Alopecurus pratensis, Sanguisorba officinalis).
La baza desemnării sitului se află un număr nedeclarat de specii protejate.